# 齋藤雅子
齋藤 雅子（さいとう まさこ、1931年〈昭和6年〉2月 - 2004年〈平成16年〉）は、日本の小説家、文筆家。
東京都生まれ。東京都立大学仏文学科卒業。1955年から1965年まで共同通信社記者。1968年4月『早稲田文学』に「悲しみの人魚の歌」を発表、川端康成が、芥川賞候補になぜなっていないのかと称賛した。共同通信社を退社後は、リーダーズダイジェスト、FMfan、婦人画報等、雑誌のための取材やインタヴュー、英文和訳を数多く手がけ、1970年代末からは、古典文学の解説や平安京に取材した小説などを執筆した。没時まで、日本ペンクラブ会員。本名とは別に藤岡 雪子の筆名がある。
イタリア語作品の翻訳家で、第5回須賀敦子翻訳賞受賞者の齋藤ゆかりは、その子にあたる。

## 著書
- 『対話のある旅――世界の知識人を訪ねて』番町書房 1966.11／（文庫版）三修社 1984.9
  - 本の扉に「ゆかり に」と記された献辞がある[注釈 2]
- 『古典への道案内』三一書房 1978.12
- 『京都御所＝平安内裏物語』三一書房 1979.11
- 『たまゆらの宴――王朝サロンの女王　藤原定子』文芸春秋 1984.5
- 『絶えて櫻の』新潮社 1999.2
- 『悲しみの人魚の歌』三一書房 2004.12

## 翻訳
- 『世界の民族 第18巻（北アメリカ）』祖父江孝男監修（日本版）、平凡社、1978年12月10日。NDLJP:12144927/5。
- ジョン・クラマー 編『世界の民族 第8巻（太平洋の島々）』石川栄吉監修（日本版）、平凡社、1979年。NDLJP:12147963/5。